# Anocisseis
Anocisseis es un género de escarabajos de la familia Buprestidae.

## Especies
- Anocisseis danieli Bily, 1997
- Anocisseis pretiosissima (Kerremans, 1900)
- Anocisseis samarensis Bellamy, 1990